# Pero Cornel II
Pero Cornel II (? - ?) va ser un cavaller del llinatge aragonès dels Cornel. Figura a la Cort del rei Alfons II d'Aragó l'any 1188. El 1190 participa en el Jurament de Daroca conjuntament amb Ximeno Cornel I. El 1196 jurà fidelitat al nou rei Pere II d'Aragó conjuntament amb Ximeno Cornel I